# کاپیتول ایالت ویرجینیا

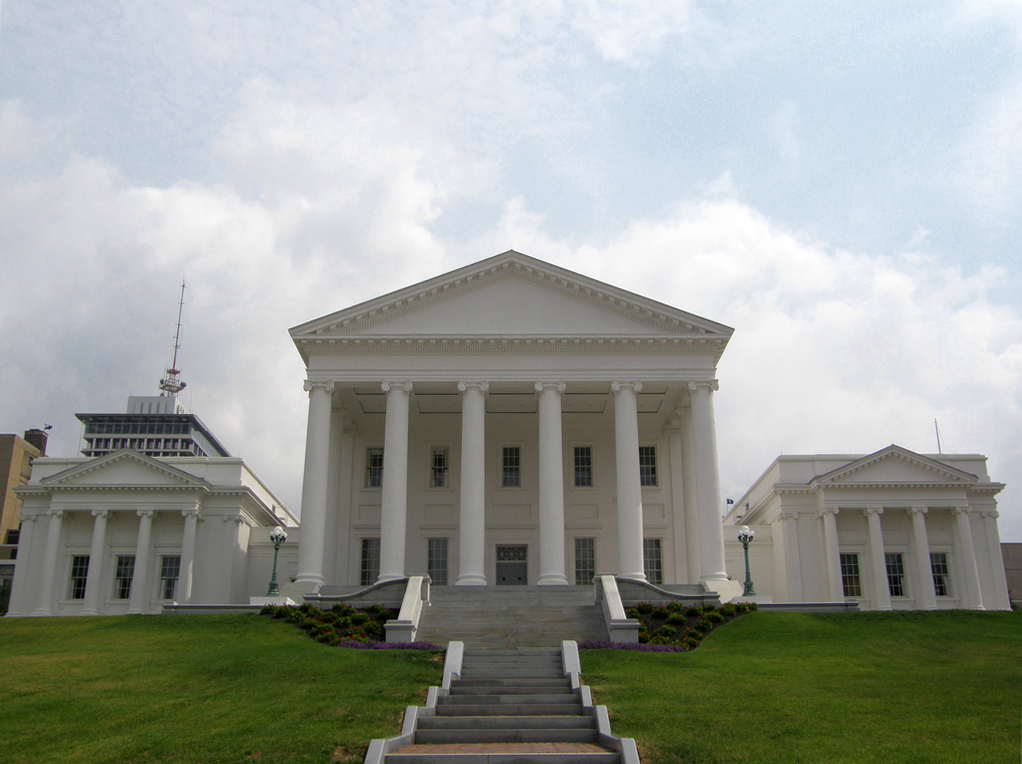

کاپیتول ایالت ویرجینیا (Virginia State Capitol) بنایی است که شاخه مقننه دولت ایالت ویرجینیا در آن قرار دارد. معمار بنا توماس جفرسون است.
بنای کنونی در سال ۱۷۸۵ ساخته گردید و در ریچموند قرار دارد.
این بنا خانه مجلس نمایندگان ایالت است.

## نگارخانه

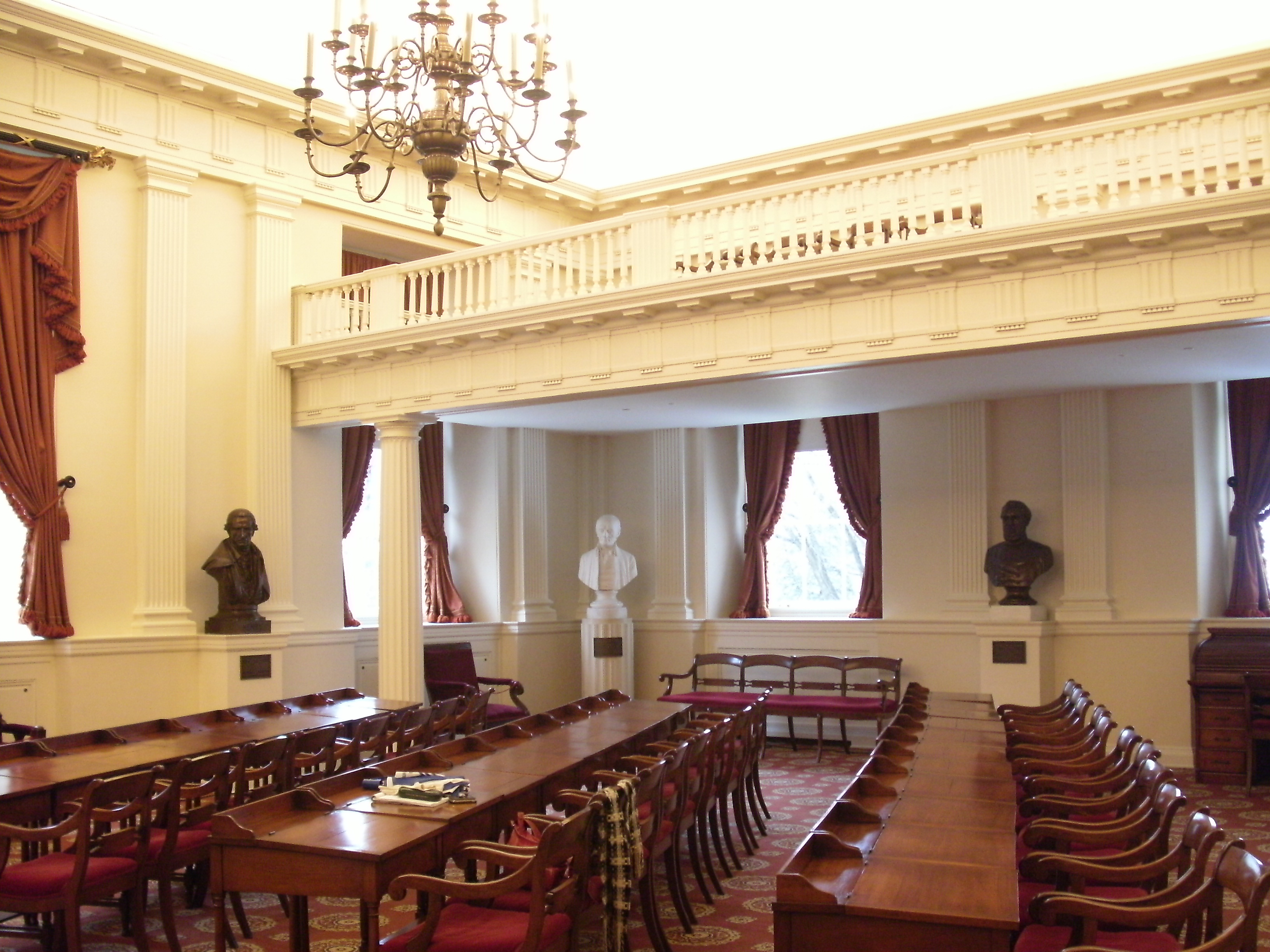
مجلس نمایندگان
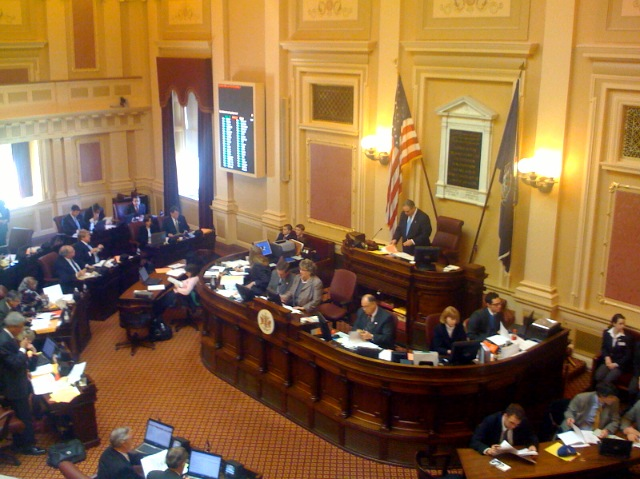
مجلس سنا
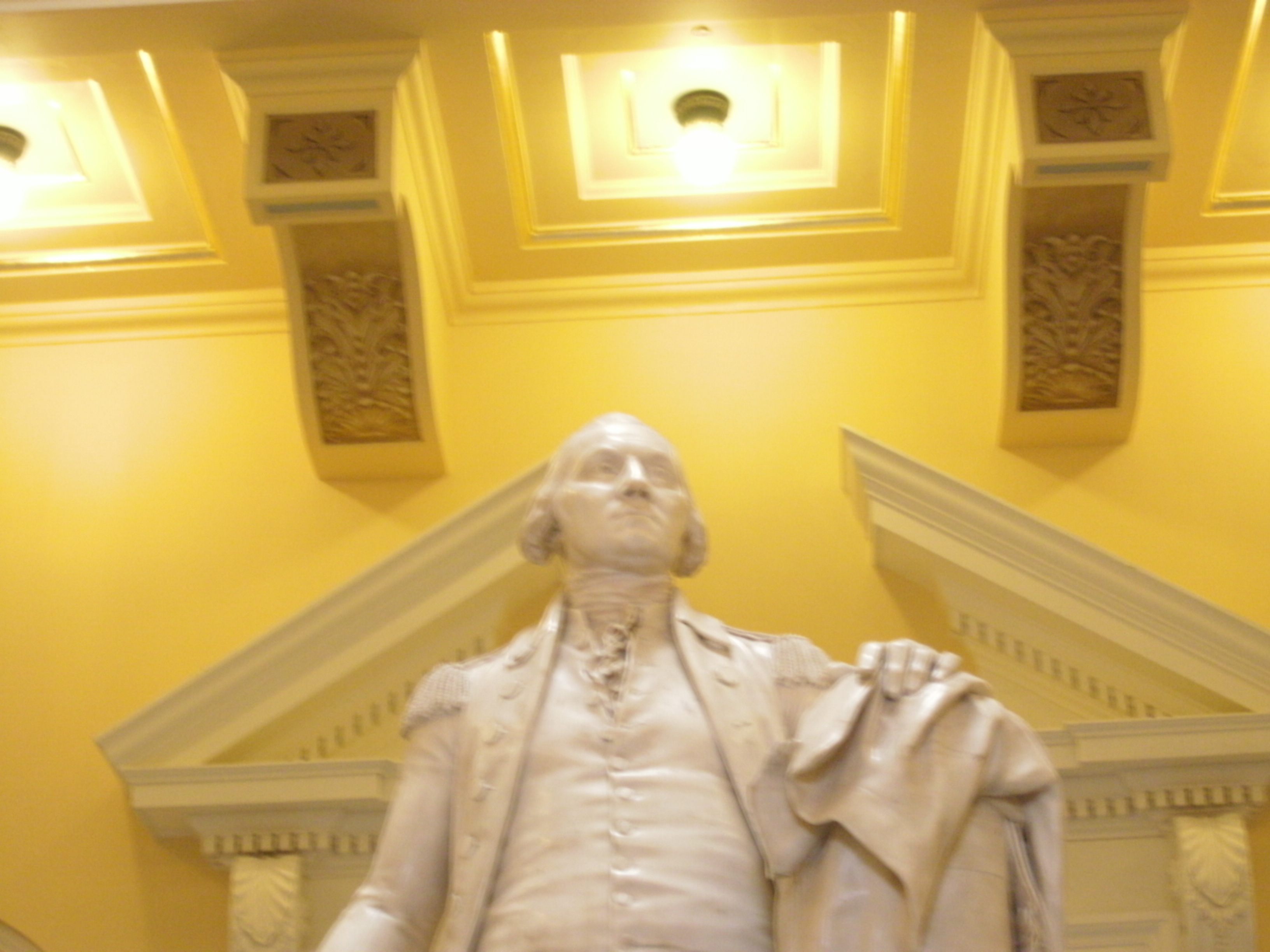
تندیس جرج واشنگتن